# Stefan Klajbor

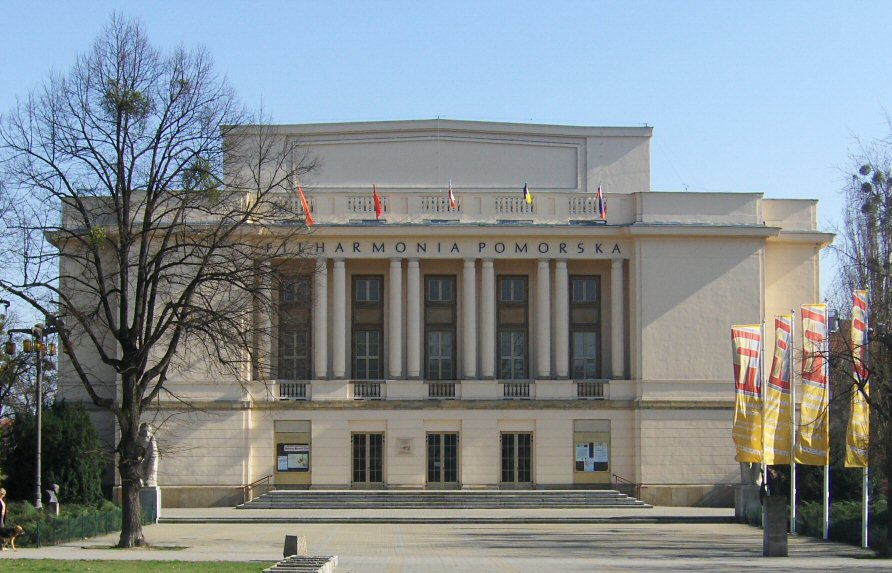
Filharmonia Pomorska im. Ignacego Jana Paderewskiego w Bydgoszczy wybudowana w latach 1954–1958 według projektu Stefana Klajbora.

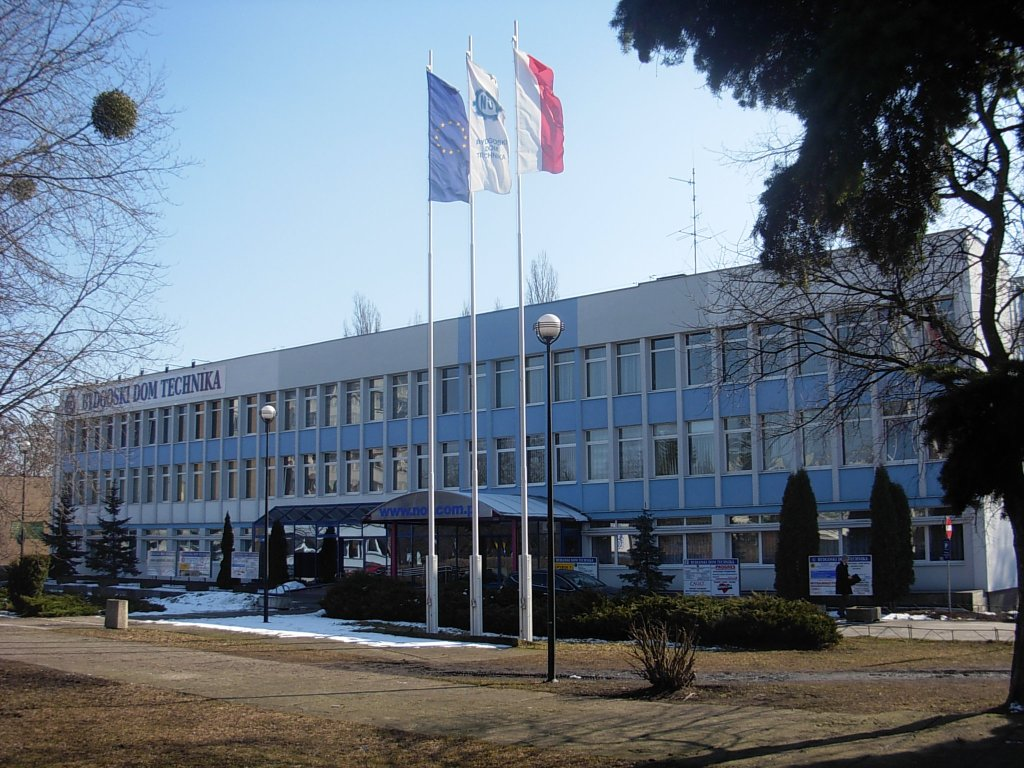
Budynek Domu Technika NOT wybudowany w latach 1972–1973

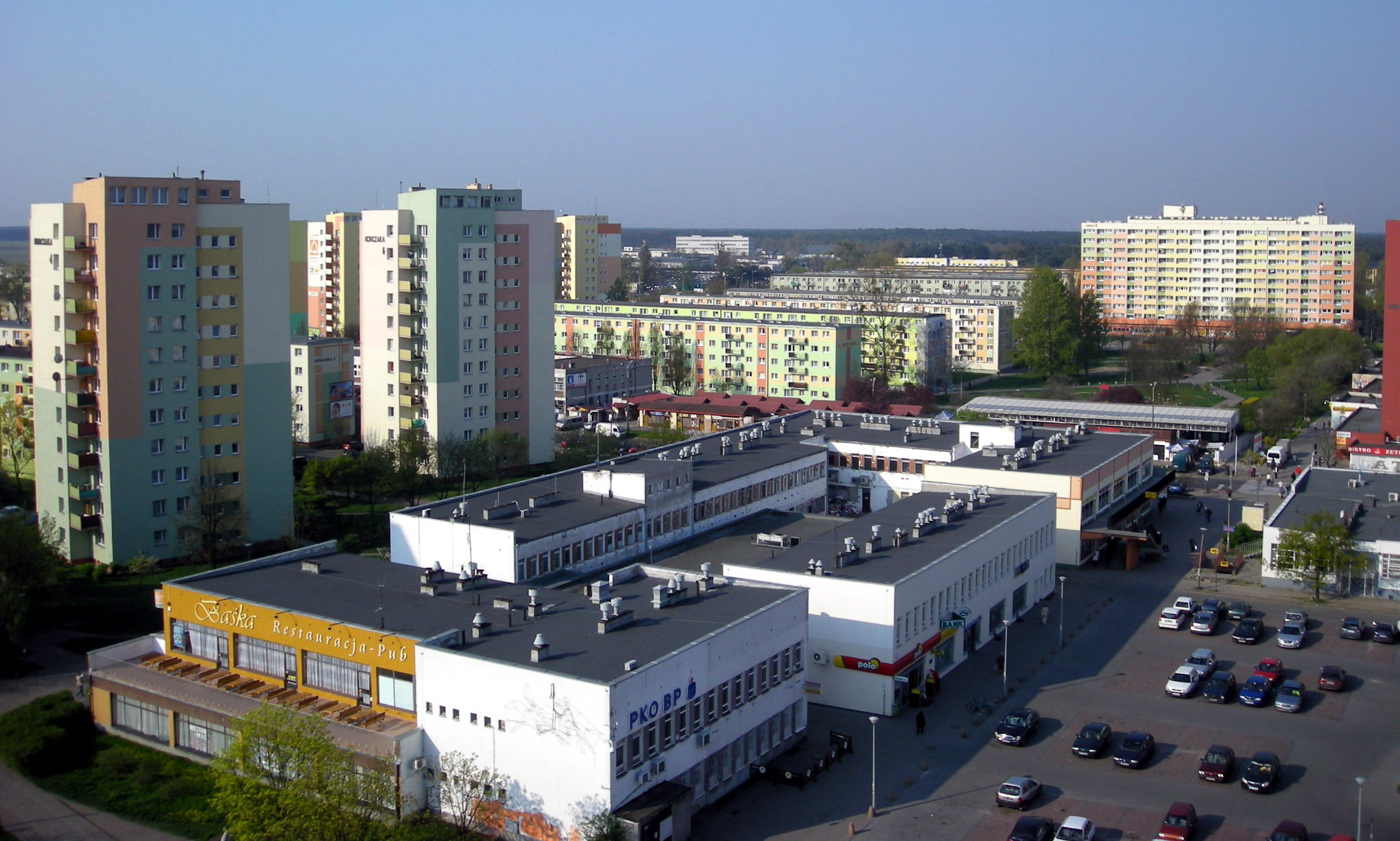
Osiedle Błonie w Bydgoszczy, powstałe w latach 60. XX w., którego koncepcję urbanistyczną opracował m.in. Stefan Klajbor

Stefan Jan Klajbor, ps. „Paweł” (ur. 1924 w Bydgoszczy, zm. 1991 w Bydgoszczy) – architekt, działacz kulturalny, przez całe życie związany z Bydgoszczą.

## Życie i działalność
Urodził się 20 października 1924 r. w Bydgoszczy. Był synem Jana, kolejarza i Wandy z Nowakowskich. Po ukończeniu szkoły powszechnej uczył się w Państwowym Gimnazjum i Liceum Humanistycznym im. Marszałka Edwarda Rydza-Śmigłego w Bydgoszczy. Podczas okupacji niemieckiej pracował jako robotnik. W 1941 r. skazano go na 6 miesięcy obozu pracy za sabotaż gospodarczy. Od 1942 r. uczestniczył w grupie samopomocowej i samokształceniowej harcerzy. Grupa ta w maju 1943 r. przejęła łączność Garnizonu AK Bydgoszcz. Stefan Klajbor posługując się pseudonimem „Paweł”, był łącznikiem Komendy Garnizonu z dowódcą kadrowej kompanii Szarych Szeregów w Bydgoszczy.
Po wyzwoleniu miasta spod okupacji niemieckiej uczył się w Liceum im. Mikołaja Kopernika w Bydgoszczy i w 1946 r. uzyskał świadectwo dojrzałości. W latach 1946–1950 studiował na Wydziale Architektury Politechniki Gdańskiej. W czerwcu 1951 r. otrzymał dyplom ukończenia studiów wyższych i tytuł magistra inżyniera architekta.
Już w okresie studiów pracował zawodowo jako referendarz w Urzędzie Morskim w Gdyni (1949-1951). Po uzyskaniu dyplomu architekta przez kilka miesięcy pracował jako zastępca kierownika budowy w Zjednoczeniu Budownictwa Miejskiego w Gdańsku (1951-1952), po czym powrócił do Bydgoszczy.
W latach 1952–1956 był projektantem i głównym inżynierem w bydgoskim Miastoprojekcie. W 1956 r. przeszedł do pracy w Prezydium Miejskiej Rady Narodowej w Bydgoszczy i do 1958 r. był głównym architektem miasta Bydgoszczy. W latach 1958–1967 ponownie był pracownikiem Miastoprojektu. W latach 1967–1972 pracował jako starszy projektant w Wojewódzkiej Pracowni Urbanistycznej w Bydgoszczy.
Kolejne etapy jego życia zawodowego to: Biuro Studiów i Projektów „Biprokabel” (1972-1974), Bydgoski Kombinat Budowy Domów (1974-1975), ponownie „Biprokabel” (1975-1989). W 1984 r. został zatrudniony dodatkowo w Urzędzie Miejskim w Bydgoszczy w Wydziale Gospodarki Terenowej (potem Wydział Urbanistyki, Architektury i Nadzoru Budowlanego) jako architekt miejski. W grudniu 1989 r. przeszedł na emeryturę.

### Osiągnięcia zawodowe
Był znanym i cenionym architektem. Do jego najważniejszych osiągnięć twórczych należą projekty takich obiektów jak:
- Filharmonia Pomorska w Bydgoszczy (Nagroda Artystyczna WRN w Bydgoszczy 1959, Nagroda II stopnia Komitetu Budownictwa Urbanistyki i Architektury – Warszawa 1960),
- budynek Naczelnej Organizacji Technicznej w Bydgoszczy (Wojewódzka Nagroda Mister 74, Wojewódzka Nagroda NOT II stopnia),
- projekt Leśnego Parku Kultury i Wypoczynku w Bydgoszczy (Nagroda III stopnia Ministra Gospodarki Terenowej i Ochrony Środowiska – Warszawa 1974),
- odbudowa i adaptacja Pałacu Opatek w Grudziądzu na cele muzealne (Nagroda III stopnia Komitetu Budownictwa Urbanistyki i Architektury – Warszawa 1956),
- projekt modernizacji Fabryki Kabli w Ożarowie Mazowieckim (Nagroda III stopnia ministra Przemysłu Maszynowego – 1973).

Był generalnym projektantem Osiedla Mieszkaniowego SM „Selfa” (Zakładów Sprzętu Elektrogrzejnego „Predom-Selfa”) w Szczecinie. Jego autorstwa są również plany m.in. przebudowy i rozbudowy Teatru Polskiego w Bydgoszczy, zespołu kulturalnego i koncepcji urbanistycznej osiedla Błonie oraz adaptacji, przebudowy i rekonstrukcji budynków przy ul. Jezuickiej 2 i 4 na siedzibę Bydgoskiego Towarzystwa Naukowego.

### Działalność społeczna
Stefan Klajbor łączył pracę zawodową z czynną działalnością polityczną i społeczną. W latach 1972–1976 był członkiem Stronnictwa Demokratycznego, a w latach 1977–1980 – PZPR. Działał w bydgoskim Oddziale Stowarzyszenia Architektów Polskich (1953-1977 prezes Zarządu Oddziału, 1957-1958 sędzia konkursowy, 1963-1966 członek kolegium sędziów konkursowych). Od 1956 r. należał do Towarzystwa Miłośników Miasta Bydgoszczy. Kierował w nim pracami sekcji urbanistyczno-architektonicznej.
Od 1959 r. był członkiem nadzwyczajnym Komisji Sztuki Bydgoskiego Towarzystwa Naukowego, a od 1976 r. udzielał się także w Osiedlowym Komitecie Samorządu Mieszkańców „Wyżyny”.
Zmarł 5 lipca 1991 r. w Bydgoszczy.

### Odznaczenia
Za działalność zawodową i społeczną otrzymał wiele odznaczeń i orderów: Srebrny (1956) i Złoty Krzyż Zasługi (1979), Krzyż Kawalerski Orderu Odrodzenia Polski (1988), Medal 10-lecia Polski Ludowej i Medal 30-lecia Polski Ludowej, Złotą Odznakę Honorową SARP (1977), Srebrną Odznakę Honorową NOT (1973), Medal 20-lecia BTN (1980), Odznaki „Bydgoszcz – Zasłużonemu Obywatelowi” (1961), „Za Szczególne Zasługi dla Rozwoju Województwa Bydgoskiego”, „Zasłużony Działacz Kultury” (1983), Złotą Odznakę „Zasłużony dla Budownictwa i Przemysłu Materiałów Budowlanych” (1988).

### Rodzina
Stefan Klajbor od 1949 r. był żonaty z Marią Apolonią z Biernackich, z którą w 1972 r. się rozwiódł. Miał dzieci: Danutę (1951), Leszka (1953), Jerzego (1956), Barbarę (1962) i Ewę (1966).